# Lądowisko Żary-Szpital
Lądowisko Żary-Szpital – lądowisko sanitarne w Żarach, w województwie lubuskim, położone przy ul. Bolesława Domańskiego 2. Przeznaczone jest do wykonywania startów i lądowań śmigłowców sanitarnych i ratowniczych w dzień i w nocy o dopuszczalnej masie startowej do 2900 kg.
Zarządzającym lądowiskiem jest 105 Szpital Wojskowy z Przychodnią Samodzielny Publiczny Zakład Opieki Zdrowotnej w Żarach. W roku 2013 zostało wpisane do ewidencji lądowisk Urzędu Lotnictwa Cywilnego pod numerem 220